# Cameron Scott
Cameron Scott (Wagga Wagga, 4 januari 1998) is een Australisch wielrenner die anno 2025 rijdt voor CCACHE x BODYWRAP.

## Carrière
Op de baan is Scott meervoudig medaillewinnaar op zowel de nationale, Oceanische, als wereldkampioenschappen bij de junioren en eliterenners. Daarnaast won hij in 2017, samen met Leigh Howard, de Zesdaagse van Melbourne.
In januari 2018 werd hij nationaal kampioen in het criterium bij de beloften. Later die maand won hij de tweede etappe in de New Zealand Cycle Classic.

## Palmares

### Baanwielrennen
| Jaar     | AK              | OK                                | WK                      | Overig   |
| Junioren | Junioren        | Junioren                          | Junioren                | Junioren |
| -------- | --------------- | --------------------------------- | ----------------------- | -------- |
| 2014     | Omnium          | Teamsprint · 1 km · Keirin        |                         |          |
| 2015     | Omnium · Sprint |                                   | Teamsprint · 1 km       |          |
| 2016     |                 |                                   | Teamsprint · Ploegkoers |          |
| Elite    |                 |                                   |                         |          |
| 2016     |                 | Ploegkoers · Ploegenachtervolging |                         |          |
| 2017     | Ploegkoers      | Scratch                           |                         |          |

### Zesdaagsen
| Nr. | Jaar | Zesdaagse van | Samen met    |
| --- | ---- | ------------- | ------------ |
| 1   | 2017 | Melbourne     | Leigh Howard |

### Wegwielrennen
2018
2e etappe New Zealand Cycle Classic
5e etappe Ronde van het Qinghaimeer
2022
Memorial Philippe Van Coningsloo
2025
3e etappe Ronde van Gyeongnam

#### Resultaten in voornaamste wedstrijden
|      | \| Jaar \| Parijs-Roubaix \| \| ---- \| -------------- \| \| 2024 \| buit.tijd \| |
| Jaar | Parijs-Roubaix                                                                    |
| 2024 | buit.tijd                                                                         |

## Ploegen
- 2018 –  Australian Cycling Academy-Ride Sunshine Coast
- 2019 –  Pro Racing Sunshine Coast
- 2021 –  ACA Pro Racing Sunshine Coast
- 2022 –  ACA Pro Racing Sunshine Coast
- 2023 –  Bahrain Victorious
- 2024 –  Bahrain Victorious
- 2025 –  CCACHE x BODYWRAP

Drake · Fitter · Howard · Kampers · Mackay · O'Brien · Orchard · Ovett · Potter · Scott · Shaw · Welsford
Arashiro · Arndt · Bauhaus · Bilbao · Buitrago · Buratti (vanaf 12/4) · Caruso · Govekar · Gradek · Haig · Haussler (tot 7/4) · Kepplinger · Landa · Maciejuk · Madan · Mäder (overleden 16/7) · Miholjević · Milan· Mohorič · Pasqualon · Pernsteiner · Poels · Price-Pejtersen · Rajović · Scott · Sütterlin · Tiberi (vanaf 1/6) · Tu · Wright · Zambanini
Arashiro · Arndt · Bauhaus · Bilbao · Bruttomesso · Buitrago · Buratti · Caruso · Govekar · Gradek · Haig · Kepplinger · Madan · Miholjević · Mohorič · Pasqualon · Pickering · Poels · Price-Pejtersen · Rajović · Scott · Stannard (vanaf 19/8) · Sütterlin · Tiberi · Træen · Tu · Wiśniowski (vanaf 1/3) · Wright · Zambanini · Skerl (stagiair) · van der Meulen (stagiair) · Van Mechelen (stagiair)